# Copa Nacional do Espírito Santo Sub-17 de 2014
A Copa Nacional do Espírito Santo Sub-17 de 2014 foi a sétima edição desta competição de categoria de base organizada pela Federação de Futebol do Estado do Espírito Santo (FES).
Disputada por vinte agremiações, a competição começou no dia 20 de julho e foi finalizada em 2 de agosto. A decisão foi protagonizada por Figueirense e Red Bull Brasil, a qual foi vencida pelo clube paulista. Foi o primeiro título do clube na competição e também a primeira conquista deste na categoria sub-17. Esta também ficou marcada por ser a edição na qual uma agremiação do estado sede se classificou para a fase eliminatória, um feito que não acontecia há seis anos.

## Antecedentes
A Copa Nacional do Espírito Santo Sub-17 foi inaugurada em 2008 e era denominada "Copa do Brasil Sub-17". O primeiro vencedor foi o Vasco da Gama, que derrotou o Santos. No entanto, o título de maior campeão do torneio fica com o Internacional, detentor de duas conquistas. Além desses, mais três clubes venceram a competição: Atlético Paranaense, Cruzeiro e Fluminense.

## Participantes e regulamento
Esta edição foi disputada por vinte clubes.
| Estado             | Clube                  |
| ------------------ | ---------------------- |
| Espírito Santo     | Aracruz                |
| Espírito Santo     | Atlético Itapemirim    |
| Espírito Santo     | Castelo                |
| Espírito Santo     | Desportiva Ferroviária |
| Espírito Santo     | Guaçuí                 |
| Espírito Santo     | Ibiraçu                |
| Espírito Santo     | Linhares               |
| Espírito Santo     | Real Noroeste          |
| Espírito Santo     | Rio Branco-ES          |
| Espírito Santo     | Sport-ES               |
| Espírito Santo     | Vitória-ES             |
| Goiás              | Jardim América         |
| Mato Grosso do Sul | Guaicurus              |
| Minas Gerais       | Cruzeiro               |
| Paraná             | Atlético Paranaense    |
| Pernambuco         | Sport                  |
| Rio Grande do Sul  | Internacional          |
| Rondônia           | R1 Rondônia            |
| Santa Catarina     | Figueirense            |
| São Paulo          | Red Bull Brasil        |

O regulamento, por sua vez, dividiu as agremiações em cinco grupos, nos quais os integrantes enfrentaram os rivais do próprio grupo em embates de turno único, classificando os líderes e os três melhores segundos colocados. Após a fase inicial, os embates foram eliminatórios até a decisão.

## Resumo
O campeonato iniciou em 20 de julho. Após uma fase inicial divididos em grupos, os oito participantes classificados disputaram jogos eliminatórios. O Red Bull Brasil foi a primeira equipe classificada, eliminando o Sport. Atlético Paranaense, Figueirense e Guaicurus também triunfaram nos embates. As semifinais foram realizadas três dias depois da conclusão da fase anterior. Na primeira partida, o Figueirense obteve uma vitória nas penalidades após um empate sem gols contra o Atlético Paranaense. O adversário saiu do embate entre Red Bull Brasil e Guaicurus, vencido pelos paulistas. No dia 2 de agosto, o estádio José Olívio Soares, localizado na cidade de Itapemirim, sediou a decisão. Esta foi protagonizado por Figueirense e Red Bull Brasil, na qual a equipe paulista saiu vitoriosa pelo placar de 2–1.

## Resultados

### Primeira fase

#### Índice técnico
| Pos. | Clube               | Pts | J | V | E | D | GP | GC | SG |
| ---- | ------------------- | --- | - | - | - | - | -- | -- | -- |
| 1    | Atlético Paranaense | 7   | 3 | 2 | 1 | 0 | 4  | 2  | +2 |
| 2    | Guaicurus           | 6   | 3 | 2 | 0 | 1 | 4  | 3  | +1 |
| 3    | Cruzeiro            | 4   | 3 | 1 | 1 | 1 | 7  | 3  | +4 |
| 4    | Aracruz             | 4   | 3 | 1 | 1 | 1 | 3  | 1  | +2 |
| 5    | Rio Branco-ES       | 4   | 3 | 1 | 1 | 1 | 2  | 2  | 0  |

### Fase final
|  | Quartas de final         | Quartas de final      |                          |       | Semifinais | Semifinais |  |  | Final | Final |
|  |                          |                       |                          |       |            |            |  |  |       |       |
|  | 26 de julho – Itapemirim |                       |                          |       |            |            |  |  |       |       |
|  |                          |                       |                          |       |            |            |  |  |       |       |
|  | Red Bull Brasil          | 2                     |                          |       |            |            |  |  |       |       |
|  | Red Bull Brasil          | 2                     | 30 de julho – Itapemirim |       |            |            |  |  |       |       |
|  | Sport                    | 0                     |                          |       |            |            |  |  |       |       |
|  | Sport                    | 0                     | Red Bull Brasil          | 2     |            |            |  |  |       |       |
|  | 27 de julho – Aracruz    |                       | Red Bull Brasil          | 2     |            |            |  |  |       |       |
|  |                          | Guaicurus             | 1                        |       |            |            |  |  |       |       |
|  | Linhares                 | Guaicurus             | 1                        | 0 (3) |            |            |  |  |       |       |
|  | Linhares                 |                       | 2 de agosto – Itapemirim | 0 (3) |            |            |  |  |       |       |
|  | Guaicurus (pen)          | 0 (4)                 |                          |       |            |            |  |  |       |       |
|  | Guaicurus (pen)          | 0 (4)                 | Red Bull Brasil          | 2     |            |            |  |  |       |       |
|  | 27 de julho – Ibiraçu    |                       | Red Bull Brasil          | 2     |            |            |  |  |       |       |
|  |                          | Figueirense           | 1                        |       |            |            |  |  |       |       |
|  | Internacional            | Figueirense           | 1                        | 0     |            |            |  |  |       |       |
|  | Internacional            | 30 de julho – Ibiraçu |                          | 0     |            |            |  |  |       |       |
|  | Atlético Paranaense      | 1                     |                          |       |            |            |  |  |       |       |
|  | Atlético Paranaense      | 1                     | Atlético Paranaense      | 0 (3) |            |            |  |  |       |       |
|  | 27 de julho – Guaçuí     |                       | Atlético Paranaense      | 0 (3) |            |            |  |  |       |       |
|  |                          | Figueirense (pen)     | 0 (5)                    |       |            |            |  |  |       |       |
|  | Figueirense (pen)        | Figueirense (pen)     | 0 (5)                    | 0 (5) |            |            |  |  |       |       |
|  | Figueirense (pen)        |                       |                          | 0 (5) |            |            |  |  |       |       |
|  | Cruzeiro                 | 0 (4)                 |                          |       |            |            |  |  |       |       |
|  | Cruzeiro                 | 0 (4)                 |                          |       |            |            |  |  |       |       |